# Witringuil
De witringuil (Cerastis leucographa) is een vlinder uit de familie van de uilen, de Noctuidae.

## Beschrijving
De voorvleugellengte bedraagt tussen de 14 en 16 millimeter. De grondkleur van de voorvleugels is roodbruin. De ringvlek is opvallend wittig met weer een donker hart. De soort kan makkelijk verward worden met de iets grotere rode vlekkenuil. De achtervleugels zijn wit.

## Waardplanten
De witringuil gebruikt allerlei kruidachtige planten, loofbomen en struiken als waardplanten. De rups is te vinden van april tot juni. De soort overwintert als pop.

## Voorkomen
De soort komt verspreid over het Palearctisch gebied voor.

### In Nederland en België
De witringuil is in Nederland een zeer zeldzame en België een zeldzame soort. De vlinder kent jaarlijks één generatie, die vliegt van halverwege maart tot en met april.